# Reifung (Lebensmittel)
Als Reifung bezeichnet man bei Lebensmitteln biologische Vorgänge, die es genießbar machen, es verfeinern oder Vorgänge der Konservierung. Im Allgemeinen handelt es sich um chemische oder durch Mikroorganismen ausgeführte Umwandlungen von Inhaltsstoffen der Nahrung.
Beispiele:

Strukturformel von Ethen

- Fruchtreife bei Obst und Gemüse – Man unterscheidet dabei noch Pflückreife, Genussreife und Marktreife: Durch Nachreifung bei bewusst unreif gepflückten Früchten (zum Beispiel Bananen) werden in geeigneten Reifungsanlagen zum gewünschten Zeitpunkt durch Temperatursteuerung und Atmosphärezusammensetzung (Anteile von Ethen) für den Konsum „nachgereift“, siehe Klimakterische Früchte.

- Reifung von Bier, Wein, Schaumwein, Spirituosen – Durch Lagerung, zum Teil in Holzfässern oder in Flaschen: Hierbei wird die Gärung des Alkoholprodukts abgeschlossen und daneben durch mechanische Trennung und komplexe biochemische Vorgänge der Endzustand des Produkts erreicht.
- Reifung von Käse – Durch Lagerung und Pflege bei besonderen, produktspezifischen Bedingungen (Felsenkeller).
- Reifung von Fleisch – Trockenreifung oder Nassreifung: Durch das Abhängen wird rohes Fleisch genießbar (lösen der Totenstarre).
- Reifung von Rohwurst, Rohschinken und ähnlichen Räucher- und Surwaren.